# Биела, Вильгельм
Фрайхерр Вильгельм фон Биела (нем. Wilhelm von Biela; 1782—1856) — немецко-австрийский астроном.

## Биография
В качестве австрийского полковника принимал участие в походах 1805, 1809 года и в освободительных войнах. Умер в Венеции 1856 году. 27 апреля 1826 года им открыта комета, названная его именем. Вскоре оказалось, что эта комета совершает движение вокруг Солнца по эллипсу в 6 ¾ года. Когда комета Биела вернулась в 1846 году, она разделилась на две части и при следующем появлении в 1852 году показалась уже в виде двойной кометы. С тех пор её уже не наблюдали. Но в 1872 году, когда ожидали появления этой кометы, произошёл блестящий дождь падающих звезд, и вычисления показали, что группа метеоров, к которой принадлежали эти падающие звёзды, движется по пути Биелевой кометы. Таким образом получила новое подтверждение предполагаемая связь между падающими звёздами и кометами. Биелева комета называется часто, именно у французов, Гамбартовой.

## Эпонимы
В его честь назван кратер на Луне.